# Isla de Mármara
La isla de Mármara (en turco: Marmara Adası ); conocida históricamente como Proconeso (ο Προκόνησσος), es la segunda isla más grande, después de Gökçeada, que también pertenece a Turquía. Es parte de la provincia de Balıkesir.

Mapa con algunas de las principales colonias griegas de la Propóntide, con la ubicación de Proconeso, en la isla de Mármara, también llamada Proconeso.

## Historia

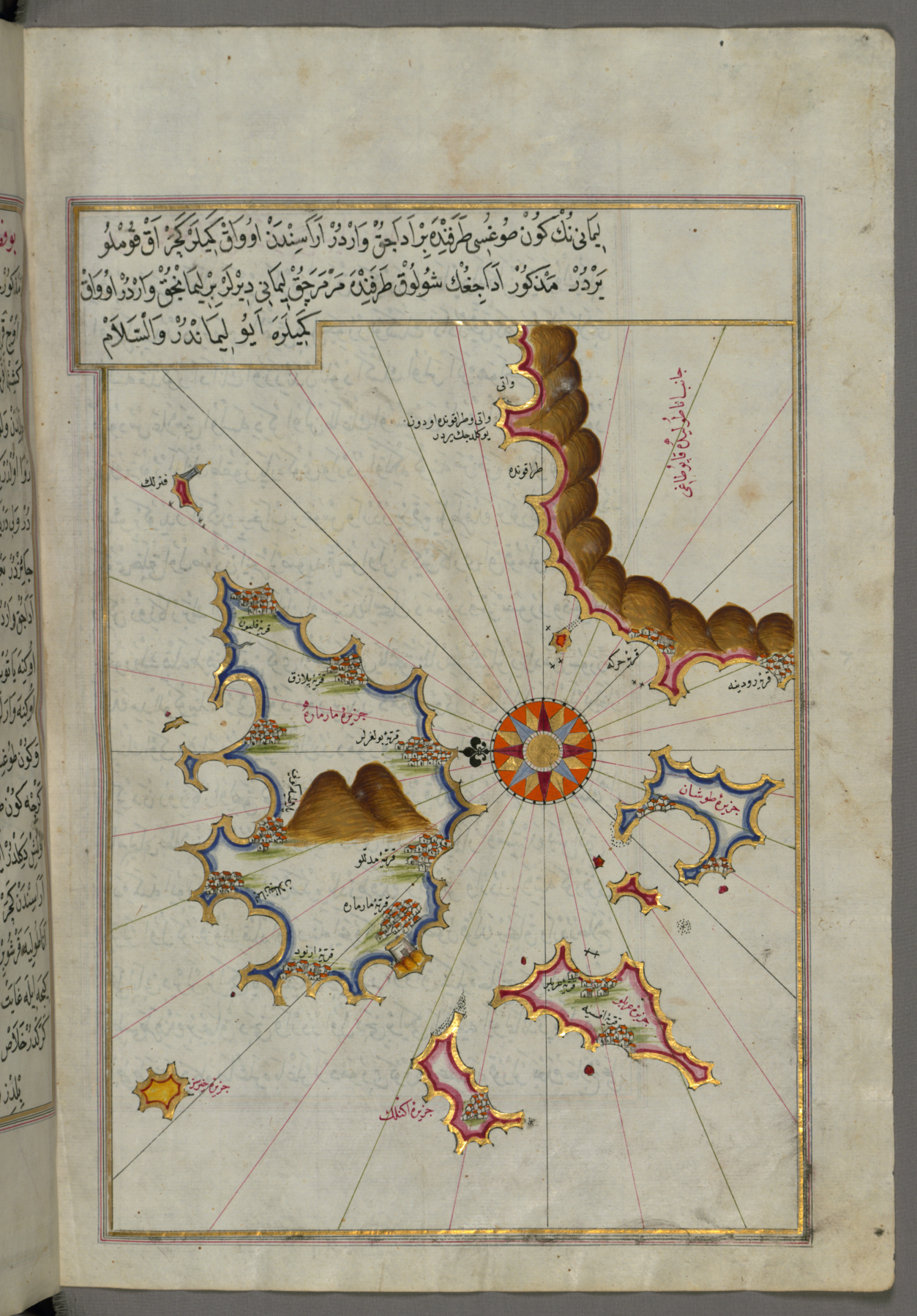
Piri Reis - mapa de la isla de Marmara.

Su antiguo nombre significa «la isla (νῆσος) de los corzos».
Era reputada en la Antigüedad, por sus canteras de mármol, que suministraron una gran parte del mármol utilizado en Constantinopla. Los sarcófagos que eran producidos en la isla se exportaban al conjunto del Imperio romano.
Durante la Antigüedad Clásica fue colonizada por milesios (siglo VII a. C.) y samios y allí nació el poeta Aristeas. 
Estrabón dice que esta isla se hallaba «en la travesía costera desde Pario a Príapo», pero en realidad se encontraba pasado Príapo en dirección este. La ciudad, de igual nombre que la isla, se encontraba en el sur.
En el año 493 a. C., la ciudad fue asolada por una flota de barcos fenicios, aliados del rey persa Darío I.
En el año 410 a. C., una flota ateniense, al mando de Alcibíades, conquistó la isla.
En 360 a. C. fue ocupada por los cicicenos y su población fue trasladada a Cícico.
Después, se tienen noticias de la presencia romana. 
Proconeso aparece en los documentos de los primeros cristianos y de allí salieron, al menos, seis obispos, uno de ellos, el obispo Juan de Proconeso, asistió al concilio de Éfeso del año 431.
 
Aunque no hay noticias fehacientes, se supone que allí vivió san Timoteo, durante el siglo VI, y que fue el santo-patrón de la isla.
Proconeso es y fue famoso por la calidad de su mármol blanco, con suaves vetas azules, que se exportaba a todas las zonas circundantes. Su mayor apogeo tuvo lugar durante la época helenística, cuando, por ejemplo, se utilizó en la desaparecida Tumba del Rey Mausolo en Halicarnaso y numerosas construcciones de Éfeso y Misia. 
En la Edad Media, el mármol de Proconeso se exportaba a toda Europa oriental, Próximo Oriente, Crimea, Asia Menor, Grecia, Italia, sur de Francia... y por supuesto los numerosos edificios suntuarios de Constantinopla. Se supone que este mármol llegó a ser tan apreciado que dio nombre al mar que bañaba la isla; así, la Propóntide pasó a llamarse «Mármora» y, de allí, mar de Mármara.
Durante la época bizantina fue un lugar frecuente de destierro para eclesiásticos, destacando personajes como el monje Esteban el Joven o el mismo patriarca de Constantinopla, san Nicéforo; también san Gregorio Decapolita, san Nicolás Studita y el patriarca san Ignacio.
En 1399 tuvo lugar allí una batalla entre los venecianos y los turcos. La isla fue, también sede de una diócesis de griegos que promovieron su separación de la Iglesia ortodoxa, ésta acabó por convertirse en una archidiócesis autónoma («autokephalos») lo que propició la fundación de decenas de monasterios, muchos de los cuales se conservan aunque ruinosos.
Las canteras de mármol proconesio siguen explotándose y la actual población de Palatia parece ser el emplazamiento original de la antigua capital. Su superficie es, aproximadamente, de 200 km². Antes de los acuerdos de 1924 rondaba los 10 000 habitantes, casi todos de origen griego; pero después fue repoblada por turcos venidos de Grecia y la isla se incorporó a la provincia de Bursa (Turquía).

## Administración y pueblos
La isla de Mármara tiene cinco pueblos y una ciudad central. El asentamiento central "Mármara" es al mismo tiempo el centro administrativo de dos islas más cercanas (islas Avşa y Ekinlik). La población total de estas tres islas es 9973 en el año de 2020. La población de las aldeas en la isla de Mármara y las distancias desde el centro;
- Marmara (Greek; Marmara y Proconnesus); 2183
- Çinarli (griego; Galemi); 503, 7 Km
- Gündoğdu (griego; Prastos); 278, 4 Km
- Topağaç (griego; Kılazaki); 518, 12 Km
- Asmalı (griego; Aftoni); 237, 18 Km
- Saraylar (griego; Palatia); 2687, 24 Km

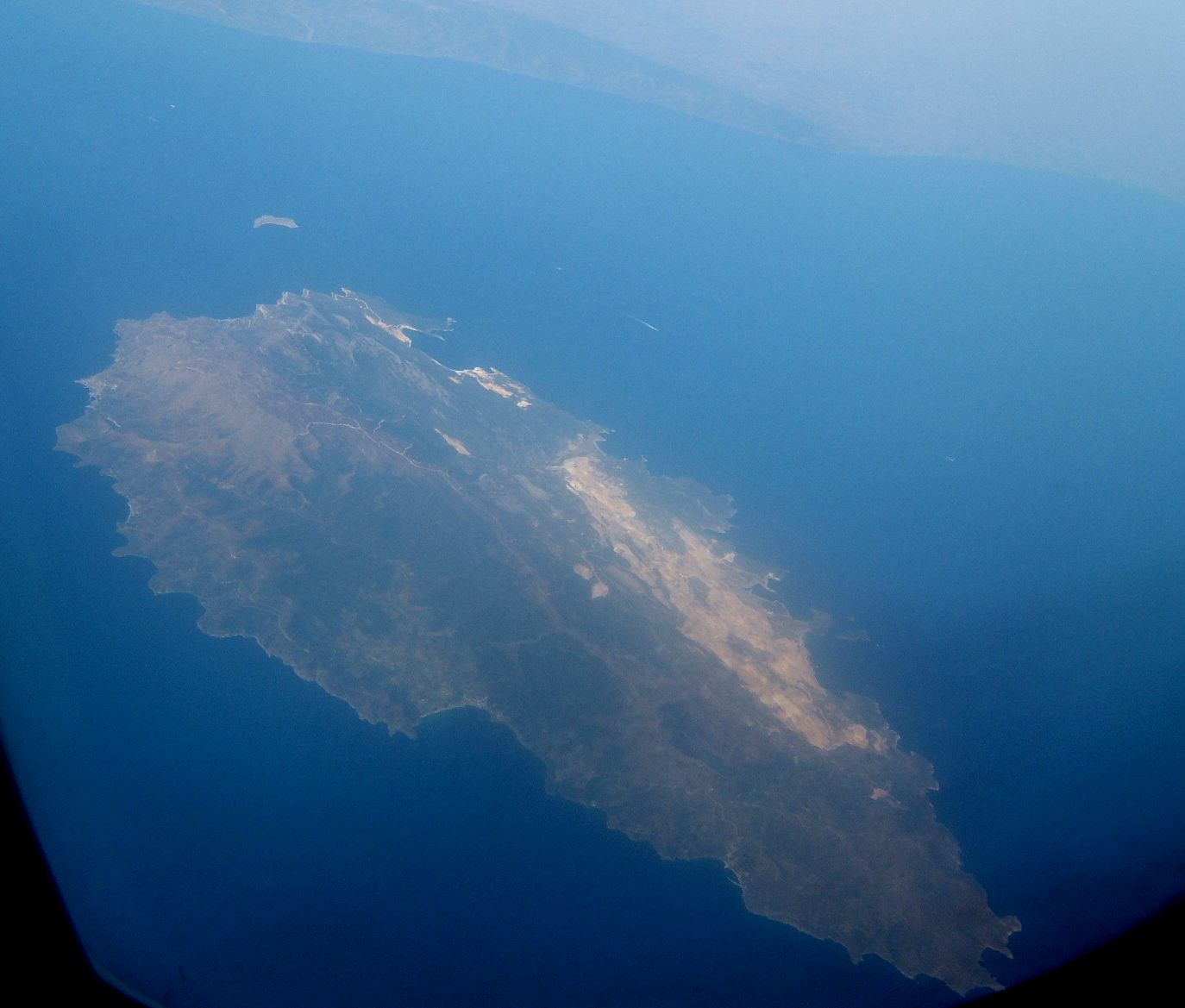
Vista aérea de la isla.